# When Love Was Blind (film fra 1917)
When Love Was Blind er en amerikansk stumfilm fra 1917 af Frederick Sullivan.

## Medvirkende
- Florence La Badie som Eleanor Grayson
- Thomas A. Curran som Eleanors far John
- Boyd Marshall som Burton Lester
- Inda Palmer som Mrs. Meggs
- Harris Gordon som Frank Hargreave